# Szántópuszta
Szántópuszta är en by i Ungern utanför Szolnok, cirka 114 kilometer från huvudstaden Budapest. Szántópuszta ligger i provinsen Bács-Kiskun.